# 4622-es mellékút (Magyarország)
A 4622-es számú mellékút egy közel húsz kilométer hosszú, négy számjegyű mellékút Bács-Kiskun vármegyében, Kecskemét keleti határvidékét köti össze Lakitelekkel, Szentkirály településen keresztül.

## Nyomvonala
A 44-es főútból ágazik ki, annak 8+650-es kilométerszelvényénél, Kecskemét közigazgatási területének keleti részén. Északkelet felé indul, majd miután – bő 400 méter megtételét követően – kiágazik belőle egy önkormányzati út Kecskemét Borbás nevű településrészére, keleti irányt vesz; így éri el a megyeszékhely keleti határszélét, 4,1 kilométer után. Ugyanott keresztezi a 4614-es utat is, amely Nagykőröstől egészen Kiskunfélegyházáig vezet, de nyomvonala nagy részén – ezen a szakaszon is – csak burkolatlan mezőgazdasági útként húzódik.
A kereszteződést elhagyva az út már Szentkirály területén folytatódik, 5,6 kilométer után pedig eléri Alsószentkirály településrész nyugati szélét. Bő fél kilométer megtétele után már újból külterületek között halad, változatlanul keleti irányban, egészen a 8+750-es kilométerszelvényéig, ahol egy elágazáshoz ér. Az egyenesen továbbhaladó szakasz innen a 4623-as számozást viseli – ez az út Tiszakécskére vezet –, a 4622-es út pedig délkeleti irányban folytatódik tovább.
Nagyjából a kilencedik és tizedik kilométerei között elhalad Szentkirály központjának déli széle mellett, 13,6 kilométer után pedig eléri a következő település, Lakitelek határszélét. Bő fél kilométeren át a határvonalat kíséri, de körülbelül a 14+250-es kilométerszelvényétől már teljesen lakiteleki területen húzódik. Néhány száz méterrel arrébb elhalad a lakiteleki népfőiskola épületegyüttese mellett, majd a 17. kilométerénél keresztezi a 44-es főutat, kevéssel annak 27. kilométere után.
A folytatásban már Lakitelek belterületén halad, Széchenyi István körút néven. 18,2 kilométer után kiágazik belőle dél felé a 45 302-es út Lakitelek vasútállomásra, a nevet is ez viszi tovább, a 4622-es pedig az Ugi út elnevezést veszi fel. A 18+650-es kilométerszelvénye táján keresztezi előbb a Kecskemét–Szolnok-vasútvonal, majd a Kiskunfélegyháza–Kunszentmárton-vasútvonal vágányait, majd nem messze onnét véget is ér, a település belterületének déli széle közelében, beletorkolva a 4625-ös útba, annak 43+600-as kilométerszelvénye közelében.
Teljes hossza, az országos közutak térképes nyilvántartását szolgáló kira.gov.hu adatbázisa szerint 18,802 kilométer.

## Települések az út mentén
- Kecskemét
- Szentkirály
- Lakitelek